# 浅野川大橋
浅野川大橋（あさのがわおおはし）は、石川県金沢市の浅野川にかかる道路橋である。同市橋場町と東山一丁目の間を結ぶ国道159号（国道359号重用）の鉄筋コンクリートアーチ橋。国登録有形文化財。

## 概要
現在の浅野川大橋は、独特の構造（3径間連続固定アーチ構造）に特徴があるアーチ橋である。橋が完成した1922年（大正11年）から1966年（昭和41年）までは、北陸鉄道金沢市内線が浅野川大橋上を通っていた。
形式は3径間連続RC固定アーチ橋で、橋長は54.545 m（メートル）、幅員は16.50 mである。車道は4車線で歩道が設けられている。また、1989年（平成元年）には街灯や高欄などの改修工事によって大正時代に建造された当時の姿を復元した。

## 諸元
- 形式 - 3径間連続RC固定アーチ橋
- 橋長 - 54.545 m（180尺）
- 径間長 - 16.061 m + 16.667 m + 160.61 m
- 活荷重 - TL-20
- アーチライズ - 3.484 m（中央径間）、2.911 m（側径間）
- 斜角 - 77度50分
- 幅員 - 16.500 m (0.450 m + 2.050 m + 11.500 m + 2.050 m + 0.450 m)[9]
- 基礎工 - 木杭基礎

## 歴史
- 1594年（文禄3年）：加賀藩初代藩主前田利家が北国街道に木橋を架橋[11]。
- 1922年（大正11年）：北陸鉄道金沢市内線の敷設に伴い、現在の鉄筋コンクリートのアーチ橋が完成[1][2][3][4][11]。開通は同年12月14日（金沢市内線の軌道も供用開始）[6]。
- 1966年（昭和41年）12月26日：北陸鉄道金沢市内線の橋場町停留場 - 鳴和停留場間（浅野川大橋を含む）が廃止[6]。
- 1989年（平成元年）：建築当時の復元作業を実施（無電柱化・街灯の復刻改修・レリーフの設置など）[4][11]。
- 2000年（平成12年）：国の登録有形文化財に登録（官報での告示は同年12月20日）[2][3][11][12]。
- 2005年（平成17年）11月10日：浅野川大橋北詰の火の見櫓が登録有形文化財として登録（官報での告示は同年12月5日）[13]。
- 2008年（平成20年）4月1日：浅野川大橋交番前交差点以北の路線が国道159号から国道359号に変更[14][15]。
- 2016年（平成28年）4月 - 車線幅を減少させて、歩道の拡幅を実施[9]。
- 2020年（令和2年）：「浅野川四橋の景観照明」として土木学会デザイン賞奨励賞受賞[16]。

## 周辺
浅野川大橋周辺にはひがし茶屋街や主計町といった古くからの茶屋街があり、観光地としても有名である。また、竹久夢二は前妻の出身地である金沢へは3回訪問しており、訪問時に浅野川大橋をスケッチしている。

## 風習
浅野川大橋を含む浅野川流域の7か所の橋では、彼岸の中日の深夜に橋を渡る「七つ橋渡り」と呼ばれる風習がある。午前0時に浅野川大橋や上流部にある歩行者・自転車専用橋の梅ノ橋などを数珠を持ちながら無言で渡りきると無病息災を願う風習で、参加者のほとんどが女性である。また、無言で渡りきるだけでなく、後ろを振り返ってはいけない、同じ橋は二度と渡れないなどのルールがある。

## ギャラリー

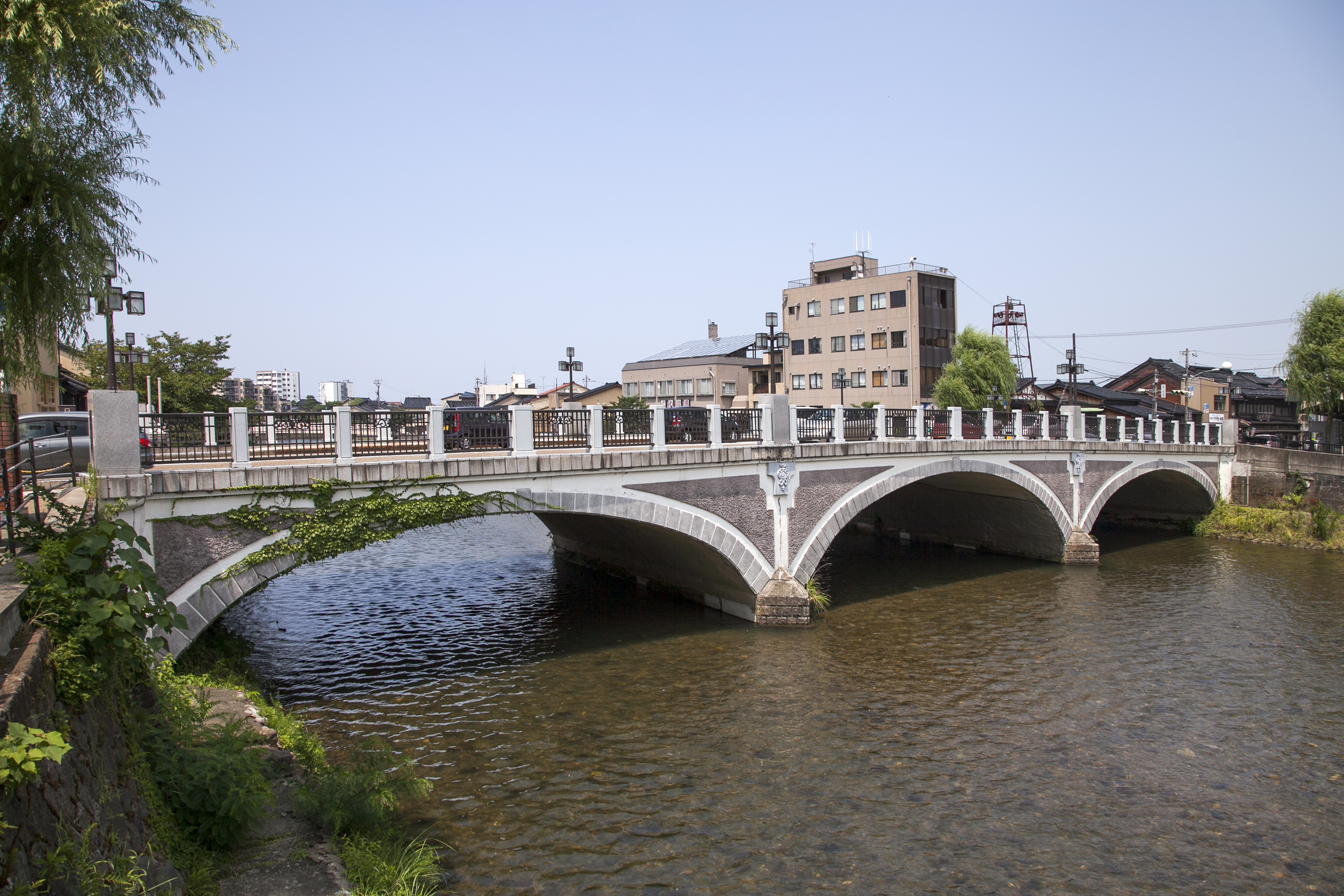
火の見櫓が対岸に見える
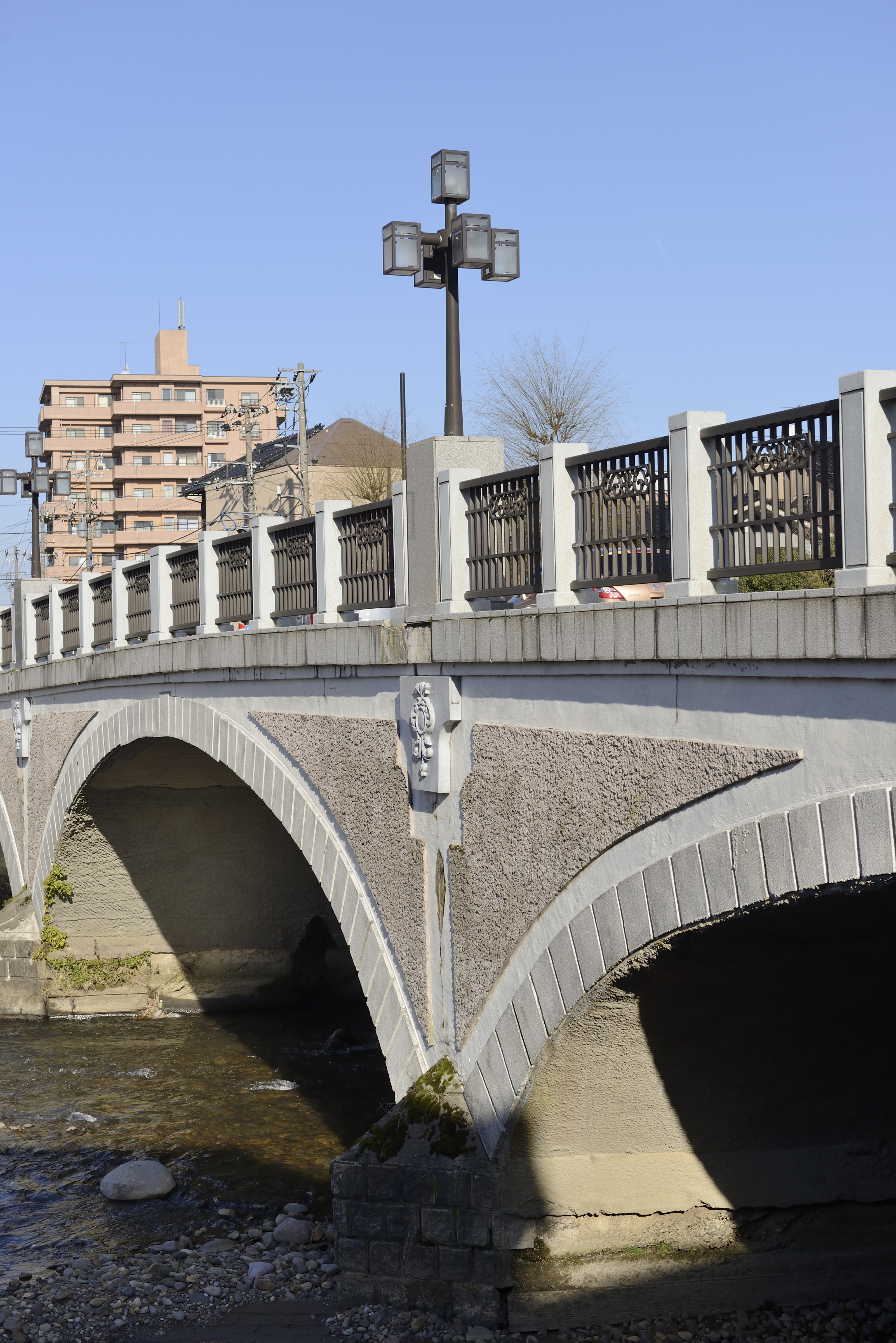
復元された街灯と欄干